# Addison Emery Verrill
Addison Emery Verrill (Greenwood (Maine), 9 februari 1839 - Santa Barbara (Californië), 10 december 1926) was een Amerikaans zoöloog en geoloog.

## Biografie
Verrill was een student van Louis Agassiz aan Harvard University, waar hij in 1862 afstudeerde. In die periode onderzocht hij samen met Alpheus Hyatt en Nathaniel Southgate Shaler de ongewervelde fauna aan de Atlantische kust, waaronder koralen, zeesterren en weekdieren. Ook later wijdde hij zich aan de studie van ongewervelde dieren. Hij bestudeerde ook de geologie en de zeefauna van de Bermuda-eilanden.
Van 1860 tot 1864 was hij assistent van Agassiz aan het Museum of Comparative Zoölogy van Harvard. Hij werd in 1864 aangesteld als eerste hoogleraar in de zoölogie aan de Yale-universiteit, waar hij doceerde tot aan zijn emeritaat in 1907.
Daarnaast was hij van 1868 tot 1870 ook professor in de vergelijkende anatomie en entomologie aan de universiteit van Wisconsin, en doceerde hij van 1870 tot 1894 geologie aan de Sheffield Scientific School (verbonden aan Yale).
Verrill publiceerde meer dan 350 artikels en monografieën, ook na zijn emeritaat, en gaf meer dan 1000 soorten een wetenschappelijke naam. Hij was lid van verschillende wetenschappelijke genootschappen, waaronder de National Academy of Sciences en de American Academy of Arts and Sciences. Hij was een tijdlang voorzitter van de Connecticut Academy of Arts and Sciences.
Zijn zoon Alpheus Hyatt Verrill (genoemd naar Verrills vroegere collega) (1871–1954) was een archeoloog, ontdekkingsreiziger, illustrator en schrijver, onder meer van sciencefiction.

## Taxa
Deze soorten werden door Verrill beschreven:
- Abatus cordatus